# Laika
Laika (Tiếng Nga: Лайка; ?/?/1954 - 3/11/1957) là chú chó và là động vật đầu tiên được đưa lên quỹ đạo quanh Trái Đất. Thời điểm con tàu chở Laika vào quỹ đạo, khi đó các nhà khoa học còn rất mơ hồ về tác động của chuyến bay ngoài không gian tới sinh vật sống. Một số nhà khoa học tin rằng con người có thể sống sót và chịu đựng được các điều kiện ngoài không gian. Vì vậy, một vài kĩ sư đã xem việc sử dụng động vật cho chuyến bay thử nghiệm trước khi thực hiện sứ mệnh bay của loài người là cần thiết. Hoa Kỳ sử dụng tinh tinh cho chuyến bay thử nghiệm trong khi Xô Viết quyết định sử dụng chó. Laika, tên gốc tiếng Nga là Kudryavka, đã trải qua khoá huấn luyện với hai chú chó khác và đã được chọn đưa lên tàu Sputnik 2 và bay lên quỹ đạo vào ngày 3 tháng 11 năm 1957. Con tàu Sputnik 2 đã không được thiết kế cơ cấu chống cháy và hạ cánh để thu hồi về Trái Đất, vì thế Laika đã được dự định trước sẽ chết trên chuyến bay.

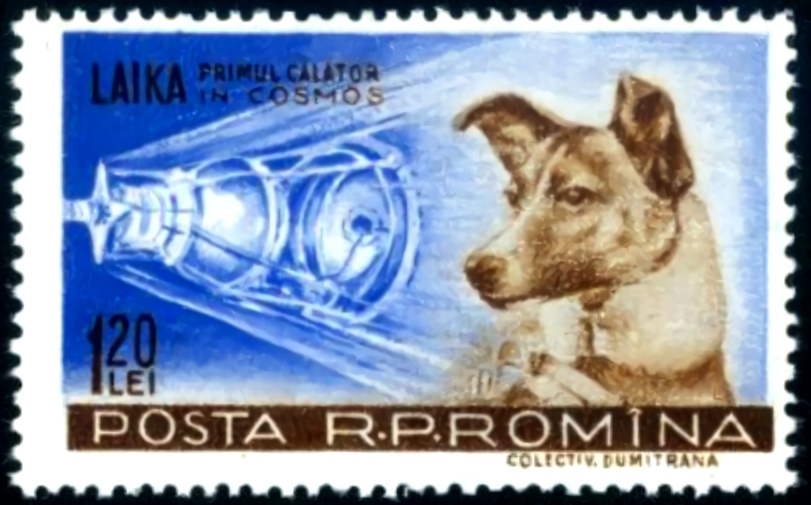
Tem của nước România năm 1959 in hình Laika

Laika qua đời vài giờ sau khi tàu vũ trụ rời bệ phóng, cái chết được dự đoán là do tình trạng căng thẳng và nhiệt độ tăng cao, nguyên nhân được cho là lỗi chức năng của hệ thống kiểm soát nhiệt. Nguyên nhân thật sự và thời gian cái chết của Laika đã không được công bố cho đến năm 2002. Thay vào đó, Laika được đưa tin rằng bị thiếu hụt oxy, hoặc lại có tin (theo như Liên Xô khẳng định ban đầu) rằng nó đã sống được 1 tuần và chết nhẹ nhàng trong vũ trụ. Tuy nhiên, thử nghiệm này đã chứng minh là con người có thể tồn tại được trên quỹ đạo và chịu đựng được tình trạng không trọng lượng. Nó đã mở đường cho những chuyến bay của con người vào không gian và cung cấp cho các nhà khoa học một số dữ liệu ban đầu về cách thức sinh vật sống phản ứng với môi trường vũ trụ. Ngày 11 tháng 4 năm 2008, các quan chức Nga đã chính thức công bố tượng đài của Laika. Một tượng đài nhỏ vinh danh Laika đã được xây dựng gần khu nghiên cứu quân sự tại Moskva, nơi đã chuẩn bị cho chuyến bay của Laika. Tượng đài mô tả Laika trên một bệ tượng mô phỏng hình tên lửa.

## Sputnik 2
Sau thành công của Sputnik 1, lãnh đạo Liên bang Xô viết thời bấy giờ là Nikita Sergeyevich Khrushchyov đã có ý định cần phải phóng thêm tàu Sputnik khác vào ngày 7 tháng 11 năm 1957 để kỷ niệm 40 năm Cách mạng Tháng Mười. Một vệ tinh phức tạp được xây dựng, nhưng nó sẽ chưa được sẵn sàng cho đến tháng 12 năm 1957, vệ tinh này sau trở thành Sputnik 3.
Mô hình vệ tinh nhân tạo Sputnik 2, phía trên là máy phát tín và các thiết bị phục vụ sự sống, phía dưới là buồng kháng áp dành cho Laika
Để đáp ứng được yêu cầu trong lễ kỷ niệm 40 năm Cách mạng Tháng Mười vào tháng 11 này, 1 tàu vũ trụ mới được cấp thiết xây dựng. Nikita Sergeyevich Khrushchyov đặc biệt muốn các kỹ sư của mình phải đưa ra một "không gian tuyệt diệu", một nhiệm vụ có thể lặp lại được chiến thắng của Sputnik I. Các nhà hoạch định đã bắt tay vào kế hoạch cho một chuyến bay vào quỹ đạo của một con chó. Kỹ sư tên lửa của Liên bang Xô viết đã có dự định chuẩn bị một chuyến bay quỹ đạo cho chó trước khi cho người này từ lâu; kể từ năm 1951, họ đã nuôi dưỡng và huấn luyện 12 con chó phục vụ cho các chuyến bay quỹ đạo đường đạn ngắn hạn vào không gian, quá trình huấn luyện này dần dần gần đạt được đến mục tiêu cho 1 chuyến bay vào quỹ đạo thực sự cho chó vào khoảng năm 1958. Để đáp ứng nhu cầu của Nikita Sergeyevich Khrushchyov, chuyến bay đưa những con chó đã huấn luyện vào quỹ đạo được chuẩn bị gấp rút để phóng vào tháng 11.
Theo các nguồn tin của Nga, quyết định chính thức về việc khởi động và phóng tàu Sputnik 2 được thiết lập vào ngày 10 hoặc 12 tháng 10, làm cho nhóm thiết kế của Sergei Korolev, người sáng lập chương trình không gian Xô viết, chỉ còn 4 tuần để thiết kế và xây dựng con tàu, một nhiệm vụ khó khăn và cấp bách. Vì vậy mà Sputnik 2 được xây dựng rất vội vàng, đa số các yếu tố của con tàu vũ trụ này được xây dựng dựa trên bản phác thảo thô. Bên cạnh nhiệm vụ chính đưa con người vào vũ trụ, Sputnik 2 cũng mang theo những trang thiết bị để đo bức xạ mặt Trời và bức xạ vũ trụ.
Tàu Sputnik 2 được trang bị một hệ thống hỗ trợ sự sống bao gồm một máy phát oxy và các thiết bị để tránh ngộ độc oxy và hấp thụ khí CO2. Một cái quạt được thiết kế để hoạt động bất cứ khi nào nhiệt độ trong cabin vượt quá 15oC (59oF, chiếc quạt này được thêm vào trong tàu để giữ nhiệt độ mát cho chó. Tàu cũng trang bị đủ thực phẩm (ở dạng sệt) để cung cấp cho một chuyến bay bảy ngày trong không gian, chó cũng được trang bị một túi chuyên dụng để đựng các chất rác, chất thải.
Trước đó, nhằm mục đích cho việc đưa người lên vũ trụ, các nhà khoa học Liên Xô đã nghiên cứu và sau nhiều lần cân nhắc, chó được xem là đối tượng thử nghiệm thích hợp nhất vì chúng có khả năng tồn tại tương tự như con người.
Và ngay lập tức một đội "phi hành gia" chó đã được bí mật thành lập. Theo thiết kế, Sputnik-2 có tổng trọng lượng 508,3 kg, khoang lái của tàu được gắn các cảm biến dùng để đo áp suất và nhiệt độ xung quanh, cũng như huyết áp, nhịp tim, nhịp thở của phi hành gia.
Việc Laika trở thành phi hành gia cũng thật ngẫu nhiên. Sau khi bị đội thu gom động vật hoang bắt giữ, không biết có phải do thấy Laika có những tố chất cần thiết của một "phi hành gia" hay không mà các nhà khoa học lựa chọn nó.
Và thế là Laika, 3 tuổi, nặng 16 kg bỗng nhiên trở thành một trong 3 "phi hành gia" bí mật của Liên Xô: Laika, Albina và Mushka.
Laika tên thật là Kudryavka (Little Curly). Nhưng do cái tên này hơi khó đọc, nên các nhà khoa học Liên Xô gọi là Laika (Barker), bởi ở Liên Xô, giống chó Eskimo thường được gọi chung là Laika.

## Huấn luyện

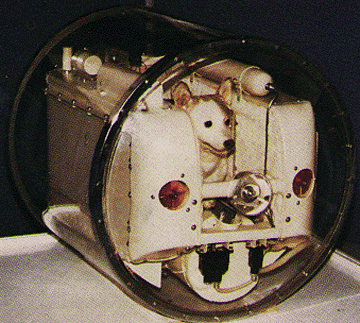
Laika tập luyện với hộp kháng áp (mô hình phục chế)

Để trở thành phi hành gia thực thụ, Laika cùng với các "đồng nghiệp" khác đã phải trải qua những cuộc thử nghiệm và tập luyện gắt gao.
Nhằm quen dần với việc sống trong khoang lái chật hẹp của tàu Sputnik-2, các con chó này đã bị nhốt liên tục trong những chiếc lồng chật hẹp trong khoảng từ 15 - 20 ngày.
Chúng còn phải làm quen với việc mang quần áo đặc biệt cũng như tập dùng những loại thức ăn đóng hộp ở dạng lỏng.
Để quen với những rung động mạnh và tiếng gầm rú của động cơ phản lực, chúng phải thường xuyên luyện tập với máy ly tâm mô phỏng quá trình tăng tốc của tên lửa đẩy, cũng như thiết bị mô phỏng tình trạng không trọng lực. Sau mỗi lần luyện tập, nhịp tim của chúng đều tăng gấp đôi.
Kết thúc khóa huấn luyện,chó Albina được chuyển sang bộ phận thử nghiệm sức chịu đựng của cơ thể sống trong điều kiện gia tốc cực lớn khi tên lửa đẩy khởi hành; chó Mushka được chuyển sang làm ở bộ phận thử nghiệm các thiết bị cứu hộ và khoang đổ bộ của tàu vũ trụ.
Riêng Laika được sử dụng để nghiên cứu sức chịu đựng của cơ thể sống trong điều kiện không trọng lực. Và chính nhiệm vụ này đã giúp Laika trở thành sinh vật sống đầu tiên bay vào vũ trụ.

## Chuyến bay cảm tử
Ngay trước thời điểm phóng tàu, Laika được tắm rửa sạch sẽ bằng dung dịch pha cồn, lông được chải chuốt cẩn thận, và thuốc iod được bôi vào những vị trí gắn các thiết bị cảm biến theo dõi chức năng cơ thể và được đưa vào khoang lái tàu Sputnik-2. Tất cả đã sẵn sàng.
Ngày 3/11/1957, tại sân bay vũ trụ Baikonur, Sputnik-2 được phóng lên quỹ đạo Trái Đất, mang theo Laika.
Theo các tín hiệu thu được từ các thiết bị cảm biến gắn trên thân thì trong quá trình phóng tàu, nhịp tim của Laika tăng cao gấp 3 lần bình thường. Sau khi tàu đạt đến trạng thái không trọng lực thì nhịp tim của Laika lại bắt đầu giảm mạnh.
Ngay ngày hôm đó, Đài Phát thanh Moskva cho phát đi thông tin rằng những tín hiệu từ Sputnik-2 cho thấy: hoạt động của các thiết bị khoa học vẫn diễn ra bình thường và Laika vẫn sống.
Sáu ngày sau đó, Trái Đất hoàn toàn mất liên lạc với tàu Sputnik-2. Các thông tin do Cơ quan Nghiên cứu Vũ trụ Liên Xô cung cấp vào thời điểm đó cho thấy Laika đã sống tới ngày thứ tư của chuyến du hành.
Không lâu sau khi Sputnik-2 được phóng đi, các nhà khoa học Liên Xô đã phải thừa nhận rằng do các thiết bị đổ bộ chưa kịp hoàn thiện nên tàu Sputnik-2 đã được xác định là sẽ thực hiện chuyến bay thử nghiệm cảm tử, một đi không trở lại.
Hơn nữa, lượng thức ăn và oxy chỉ đủ cho Laika dùng 10 ngày, trong khi sứ mệnh của Sputnik-2 sẽ kéo dài tới tháng 4/1958.
Điều đó có nghĩa là số phận của Laika đã được định đoạt ngay từ đầu, nó sẽ chết và bị thiêu cháy cùng với con tàu khi quay trở lại bầu khí quyển Trái Đất.
Sau 163 ngày bay liên tục 2.570 vòng quanh quỹ đạo Trái Đất ở điểm gần nhất là 225 km và xa nhất là 1.671 km với vận tốc 28.968 km/h, ngày 14/4/1958, Sputnik-2 mang theo xác Laika đã rực cháy trên đường trở về Trái Đất, kết thúc xuất sắc sứ mạng tiên phong của mình.

## Những sự kiện xung quanh chuyến bay của Laika

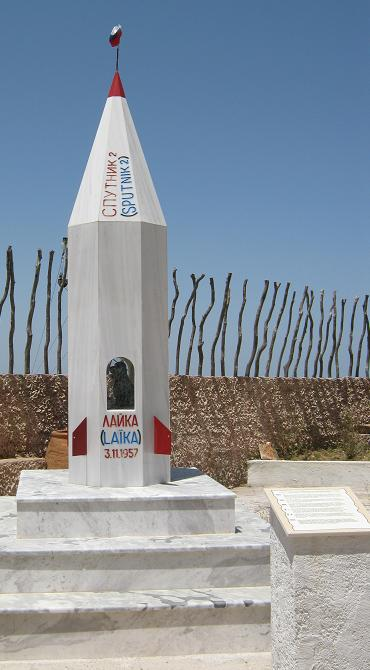
Đài tưởng niệm Laika tại đảo Krete (Hy Lạp)

Phải tới cuối tháng 10 năm 2002, tức đúng 45 năm sau ngày Laika được phóng vào vũ trụ, tại Hội nghị Không gian vũ trụ Thế giới được tổ chức tại Mỹ, sự thật về cái chết của Laika mới được tiết lộ.
Báo cáo của Tiến sĩ Dimitri Malashenkov thuộc Viện Nghiên cứu các vấn đề sinh học ở Moskva đã giúp chấm dứt những suy đoán kéo dài hàng thập kỷ về cái chết của Laika.
Theo đó, những cảm biến gắn trên người Laika ghi nhận rằng ngay sau khi khoang lái đạt vận tốc gần 28.968 km/giờ, nhịp tim của Laika đã tăng gấp 3 lần bình thường do nóng, sợ hãi và căng thẳng.
Sau từ 5 - 7 giờ trên quỹ đạo (tức là sau khoảng 4 vòng bay quanh Trái Đất), trạm kiểm soát mặt đất không nhận được thêm bất cứ một tín hiệu sống nào của Laika.
Về nguyên nhân gây ra cái chết của Laika, các nhà khoa học thuộc Viện Nghiên cứu các vấn đề sinh học đều nhất trí rằng Laika đã chết do hoảng sợ quá độ khi Sputnik 2 ở vào tình trạng không trọng lực, và trục trặc của hệ thống điều hoà đã khiến nhiệt độ khoang lái tăng cao quá ngưỡng chịu đựng của cơ thể sống.
Tuyên bố về việc vệ tinh nhân tạo Sputnik 2 sẽ cháy trong khí quyển khi thế năng bay không còn đã gây sửng sốt cho không ít người và làm dấy lên làn sóng phản đối hành vi ngược đãi động vật. Hiệp hội Bảo vệ Chó Quốc gia của Anh kêu gọi những người nuôi chó hãy dành một phút mặc niệm Laika. Trong khi đó thì NASA cũng tiến hành thử nghiệm cả chuột, sóc, khỉ và tinh tinh trên các chuyến bay của họ và một số con đã chết thì không một ai ngỏ lời phản đối.
Cái chết của Laika đã mở đường cho sự sống trên vũ trụ của "cặp vợ chồng" chó Belka và Strelka. Chó đực Strelka và chó cái Belka được Cơ quan hàng không vũ trụ Liên Xô phóng lên không gian ngày 19 tháng 8 năm 1959 bởi tên lửa đẩy R-7 mang vệ tinh Sputnik-5. Ngày 20 tháng 8, Sputnik-5 hạ cánh nhẹ nhàng bằng dù trên thảo nguyên gần Baikonur (Kazakhstan). Cả Strelka và Belka đều khỏe mạnh và an toàn. Vài tháng sau đó, "cặp uyên ương" vũ trụ đầu tiên này đã sinh được sáu con chó con (2 đực, bốn cái) khỏe mạnh. Lãnh tụ Liên Xô Nikita Sergeyevich Khrushchyov đã chọn một con đẹp nhất gửi tặng Caroline Kennedy, con gái của Tổng thống Hoa Kỳ John F. Kennedy.

## Vinh danh

Tượng đài kỷ niệm Laika

Mặc dù không có cơ hội sống sót trở về, nhưng sự hy sinh của Laika không hề uổng phí bởi nó đã giúp chứng tỏ một điều: sinh vật sống có thể tồn tại trong tình trạng không trọng lực ngoài không gian.
Chuyến bay của Laika đã mở đường cho việc chuẩn bị phóng tàu có người lái không lâu sau đó, cũng như đem lại cho các nhà khoa học những số liệu đầu tiên về việc các sinh vật sống phản ứng như thế nào trong môi trường vũ trụ.
Rút kinh nghiệm từ Sputnik-2, ngày 12/4/1961, Liên Xô phóng thành công tàu Vostok-1 (Phương Đông 1) đưa Yuri Gagarin - phi công vũ trụ đầu tiên của loài người lên quỹ đạo.
Để tưởng nhớ Laika, nhiều nước đã phát hành những bộ tem kỷ niệm và bưu thiếp có hình con vật đáng yêu này. Các hãng sản xuất sô-cô-la, thuốc lá... cũng lấy tên là Laika. Các ban nhạc lấy cảm hứng từ Laika cũng lần lượt ra đời: Laika, Laika Dog, Laika and the Cosmonauts... Trong suốt nửa thế kỷ qua, Laika trở thành đề tài của rất nhiều tiểu thuyết, phim truyện, bài hát...
Ngày 11 tháng 4 năm 2008, đúng 50 năm sau ngày xác Laika được hỏa thiêu trong khí quyển Trái Đất, tại Viện Quân y bên đại lộ Petrovsko - Razumovsky ở Moskva, nơi Laika đã luyện tập để chuẩn bị thử nghiệm trong không gian, người Nga đã dựng một tượng đài tưởng niệm Laika do nhà điêu khắc Pavel Medvedev thiết kế. Bệ tượng đài mô phỏng một tên lửa vũ trụ, phần trên của các động cơ mô phỏng bàn tay con người. Tượng Laika đứng trên đó, trong lòng bàn tay của con người.